# Fu Ying

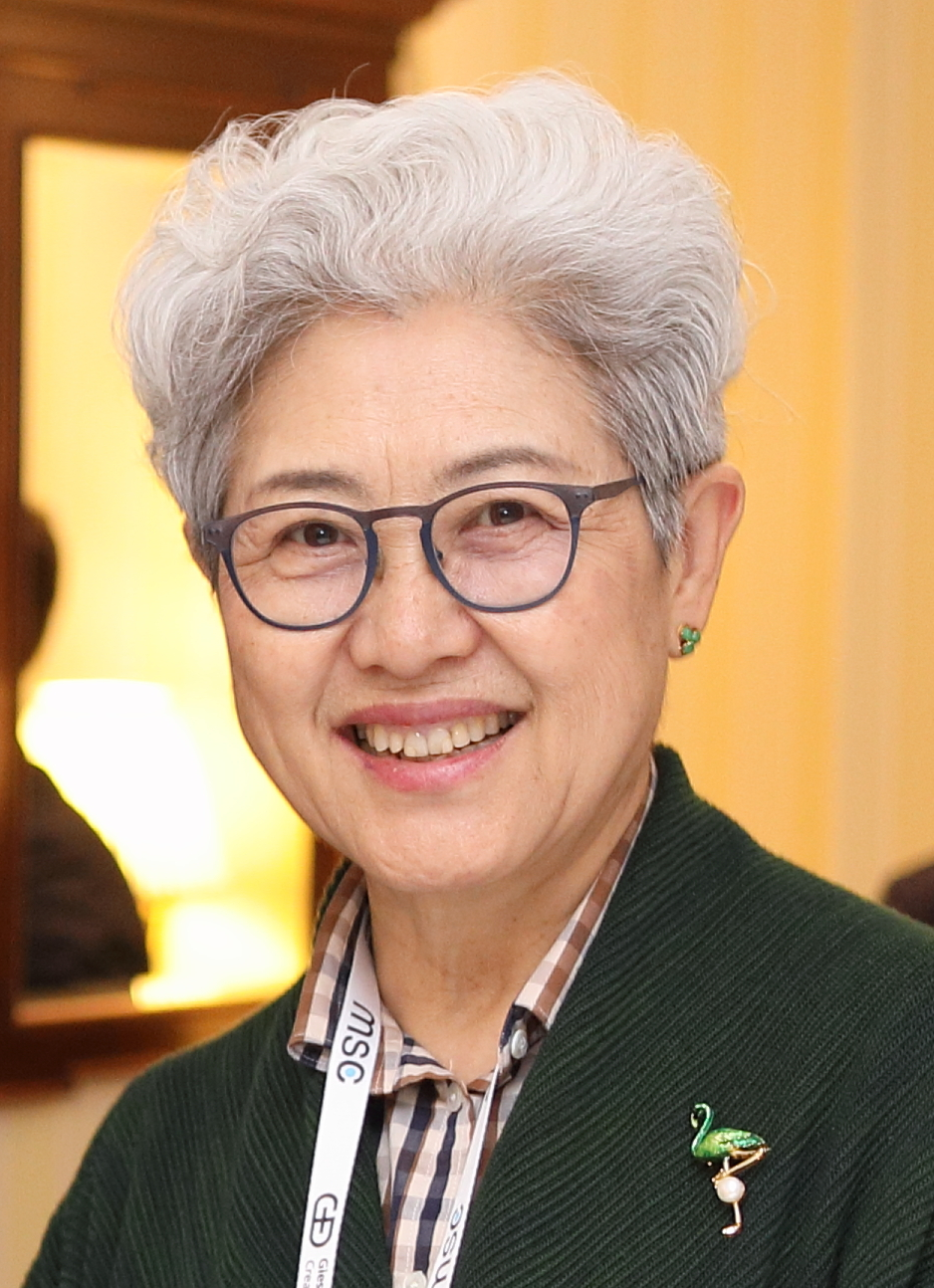
Fu Ying, 2018

Fu Ying (xinès simplificat: 傅莹) (Hohhot 1953) és una política i diplomàtica xinesa, que ha destacat especialment per la seva activitat diplomàtica en països asiàtics.

## Biografia
Fu Ying va néixer el 1953 a Hohhot, capital de Mongòlia Interior una de les regions autònomes de la Xina.
El seu pare era Fu Yamin, va ser alumne del famós filòsof mongol Ai Siqi. Era un oficial local del Partit de rang mitjà que tenia l'encàrrec de supervisar el departament de propaganda de la regió militar de Mongòlia Interior.
Poc se sap de la seva infantesa excepte pel fet que era una lectora voraç, Durant la Revolució Cultural el seu pare va ser empresonat i Fu va ser enviada a treballar a una emissora de Mongòlia i com a treballadora de manteniment per a l'exèrcit local.
Fu Ying va poder llegir clàssics russos i després francesos en una biblioteca de Wulashan. Va començar a estudiar anglès, amb els fonaments bàsics de la ràdio xinesa. Va guanyar un lloc per estudiar durant quatre anys a la Universitat d'Estudis Estrangers de Beijing, i més tard va ampliar els estudis a la Universitat de Kent on va fer un Master en Relacions Internacionals (1985-1986). L'any que va passar a Gran Bretanya li va permetre presenciar el desenllaç de la vaga dels miners, la signatura de l'acord anglo-irlandès, amb el teló de fons de la popularitat de la primera ministra Margaret Thatcher. El temps relativament breu que havia passat a Gran Bretanya també va obrir el camí per al seu retorn al país 22 anys després com a primera dona ambaixadora xinesa al Regne Unit.
Yu parla xinès mandarí, mongol, anglès, francès i romanès.
Després de la mort del president Mao el 1976, la Xina va començar a obrir-se a la resta del món. De sobte, els intèrprets tenien una gran demanda i Fu es va incorporar al departament de traducció d'elit del servei diplomàtic xinès.
La seva activitat es va desenvolupar principalment en el Ministeri d'Afers Exteriors, tant en càrrecs interns com especialment en el cos diplomàtic.

### Carrera diplomàtica
- El 1978 va començar la seva carrera diplomàtica com a agregada a l'ambaixada xinesa a Romania (1978 - 1982)[4]
- De 1992 a 1993 va formar part de l'equip directiu de l'Autoritat Provisional de las Nacions Unides a Cambodja.
- 1997- 1998, Ministre Consellera l'ambaixada a la República d'Indonèsia
- 1998- 2000, Ambaixadora Extraordinària i Plenipotenciària a la República de les Filipines
- 1998- 2000, Ambaixadora Extraordinària i Plenipotenciària a Austràlia
- 2006 - 2009, Ambaixadora Extraordinària i Plenipotenciària al Regne Unit

### Càrrecs governamentals
- 1982-1985: Agregada al Departament de traducció i interpretació del Ministeri d'Afers Exteriors on posteriorment ocuparia el càrrec de Directora.

- 1986 a 1990: Diversos càrrecs al departament d'Afers Asiàtics del Ministeri d'Afers Exteriors, fins a ocupar-ne la direcció (2000-2003).
- 2009 a 2013: Viceministre d'Afers Exteriors. Va ser la segona dona que ocupava aquest càrrec. La primera va ser Wang Hairong, neboda del president Mao, que va ser nomenada durant la Revolució Cultural.
- Posteriorment, el 2913, va ser designada per presidir el Comitè d'Afers Exteriors de l'Assemblea Popular Nacional de la Xina, un càrrec a nivell de ministre.Tot i que va deixar el càrrec el 2017, va continuar sent la figura important en les relacions entre els Estats Units i la Xina.[2]